# 劳达-柯尼希斯霍芬
劳达-柯尼希斯霍芬（德語：Lauda-Königshofen，發音：[ˈlaʊda ˌkøːnɪçsˈhoːfn̩] ⓘ）是德国巴登-符腾堡州斯图加特行政区美因-陶伯县的城市，面积94.44平方千米，2023年12月31日人口为14,596人。

## 友好城市
- 法國 布瓦西圣莱热
- 匈牙利 保克什
- 匈牙利 拉特考